# Notre enfance à Tbilissi
Pour plus de détails, voir Fiche technique et Distribution.
Notre enfance à Tbilissi est un film français réalisé par Téona Grenade et Thierry Grenade, sorti en 2014.

## Fiche technique
- Titre : Notre enfance à Tbilissi
- Réalisation : Téona Grenade et Thierry Grenade
- Scénario :  David Chubinishvili et Téona Grenade
- Photographie : Julie Grünebaum
- Son : Thomas Fourel
- Montage : Pauline Rebière
- Production : MPM Film
- Distribution : Zootrope Films
- Pays d'origine :  France
- Durée :1 h 34 min
- Date de sortie : France - 10 décembre 2014

## Distribution
- Kakhi Kavsadze
- Irakli Ramishvili
- Nato Shengelaia
- Zuka Tsirekidze